# Giorgi K'ek'elidze
Giorgi K'ek'elidze (in georgiano გიორგი კეკელიძე?; Ozurgeti, 10 aprile 1984) è un poeta e scrittore georgiano.

## Biografia
Da marzo 2012 è direttore generale della Biblioteca nazionale parlamentare della Georgia e dal 2021 al 2023 ha aperto le biblioteche georgiane a Bari, a Napoli e a Milano.
Nel febbraio del 2023 annuncia un libro biografico sul calciatore Khvicha K'varatskhelia intitolato La Georgia di Kvara, che viene pubblicato in Georgia a giugno dello stesso anno e in seguito tradotto e pubblicato in Italia.

## Opere
- È nato un toro, quindi..., 1990.
- Notte e Luna:, 1999.
- La ricerca della porta del paradiso, 2004, ISBN 99928-0-784-9.
- Oda, 2008, ISBN 978-9941-9052-3-0.
- Corvo, 2011, ISBN 978-9941-414-56-5.
- Miniature, 2012, ISBN 978-9941-443-08-4.
- Poesia 2008-2013, 2014.
- Diarii Guriesi, 2014, ISBN 978-9941-443-57-2.
- Una storia di calcio a nove teste, 2015.
- Morte in pizzeria, 2015.
- La tristezza di Murman, 2015.
- La chiamata di Anastasia, 2015.
- Orecchino, 2015.
- Fruttata Un altro detective, 2015.
- Due avventure, 2015.
- Lettere a Dio e a mio padre, 2017.
- LILOSANGELES, 2018.
- Le Storie di Thoma, 2019, ISBN 978-8859-162-91-9.[7]
- Khvicha, stella di nome Stella, 2023, ISBN 978-9941-504-57-0.

## Premi
- 2009 – Premio letterario "Saba" — miglior opera prima dell'anno per la raccolta "Oda (Casa Tipica)"
- 2016 – Premio per l'emittente pubblica - Progetto educativo dell'anno - Rustaveli - Biblioteca elettronica
- 2023 – Premio “Amico di Palitra”  di Palitra media holding
- 2023 – Premio Gechtman per il contributo alle attività bibliotecario